# Mistrovství České republiky v atletice 2002
Mistrovství České republiky v atletice 2002 se uskutečnilo ve dnech 19.–21. července 2002 v Ostravě.

## Medailisté

### Muži
| Soutěž                          | Zlato                                                                         | Stříbro                                                                 | Bronz                                                                   |
| 100 m                           | Radek Zachoval 10.52                                                          | Pavel Rada 10.54                                                        | Radek Řechka 10.58                                                      |
| 200 m                           | Radek Zachoval 21.23                                                          | Jiří Vojtík 21.49                                                       | Vít Havlíček 21.84                                                      |
| 400 m                           | Karel Bláha 46.00                                                             | Jan Mazanec 47.00                                                       | Jan Hanzl 47.09                                                         |
| 800 m                           | Ondřej Křička 1:49.32                                                         | Stanislav Tábor 1:49.73                                                 | Lukáš Musil 1:50.50                                                     |
| 1500 m                          | Michal Šneberger 3:45.01                                                      | Vladimír Bartůněk 3:49.54                                               | Petr Hubáček 3:49.62                                                    |
| 5000 m                          | Tomáš Krutský 14:13.02                                                        | Aleš Drahoňovský 14:44.70                                               | Michal Šmíd 14:45.07                                                    |
| 10 000 m                        | Pavel Faschingbauer 29:31.90                                                  | Aleš Drahoňovský 30:33.36                                               | Jan Bláha 30:47.97                                                      |
| 110 m př.                       | Roman Šebrle 14.01                                                            | Michal Pavlas 14.21                                                     | Pavel Ďurica 14.44                                                      |
| 400 m př.                       | Jiří Mužík 48.92                                                              | Štěpán Tesařík 49.38                                                    | Michal Uhlík 50.67                                                      |
| 3000 m př.                      | Michael Nejedlý 8:54.80                                                       | Jiří Miler 9:06.68                                                      | František Zouhar 9:09.72                                                |
| 4 × 100 m                       | Pavel Jelínek Jaroslav Potůček Jaroslav Čech Jan Kritzbach AK Most 41.49      | Jan Stokláska Petr Habásko Rudolf Götz Ludvík Bohman Slavia Praha 41.59 | Antonín Molek Jaroslav Černý Tomáš Borek Petr Hnízdil Dukla Praha 41.87 |
| 4 × 400 m                       | Jindřich Šimánek Michal Uhlík Ondřej Křička Václav Bláha Slavia Praha 3:10.32 | Martin Braniš Josef Rous Martin Košťál Jiří Vojtík Olymp Praha 3:11.21  | Jiří Kmínek Roman Šebrle Pavel Kolajta Karel Bláha Dukla Praha 3:11.37  |
| Skok do výšky                   | Tomáš Janků 228                                                               | Jan Janků 228                                                           | Svatoslav Ton 221                                                       |
| Skok o tyči                     | Adam Ptáček 555                                                               | Martin Kysela 555                                                       | Štěpán Janáček 540                                                      |
| Skok daleký                     | Petr Hnízdil 742                                                              | Jiří Kuntoš 740                                                         | Roman Šebrle 739                                                        |
| Trojskok                        | Petr Hnízdil 16.12                                                            | Jiří Herza 15.76                                                        | Jan Marcis 15.24                                                        |
| Vrh koulí                       | Petr Stehlík 19.34                                                            | Josef Rosůlek 18.59                                                     | Antonín Žalský 17.67                                                    |
| Hod diskem                      | Libor Malina 62.23                                                            | Libor Racek 52.68                                                       | Antonín Žalský 52.38                                                    |
| Hod kladivem                    | Vladimír Maška 76.22                                                          | Pavel Sedláček 75.43                                                    | Lukáš Melich 70.49                                                      |
| Hod oštěpem                     | Miroslav Guzdek 74.96                                                         | Radek Pejřimovský 73.59                                                 | Vít Šimeček 72.53                                                       |
| Desetiboj                       | Jan Poděbradský 7974 bodů                                                     | Milan Kohout 7001 bodů                                                  | Vít Zákoucký 6979 bodů                                                  |
| 20 km chůze Domažlice 16.6.2002 | Jiří Malysa 1:22:49                                                           | Miloš Holuša 1:22:49                                                    | Jiří Mašita 1:27:51                                                     |

### Ženy
| Soutěž                          | Zlato                                                                             | Stříbro                                                                                | Bronz                                                                                    |
| 100 m                           | Hana Benešová 11.56                                                               | Pavla Andrýsková 11.67                                                                 | Štěpánka Klapáčová 11.74                                                                 |
| 200 m                           | Hana Benešová 23.35                                                               | Štěpánka Klapáčová 23.96                                                               | Kristina Bažatová 24.32                                                                  |
| 400 m                           | Ludmila Formanová 53.05                                                           | Tereza Žížalová 53.66                                                                  | Helena Fuchsová 53.79                                                                    |
| 800 m                           | Renata Hoppová 2:04.83                                                            | Petra Lochmanová 2:06.23                                                               | Michaela Nová 2:06.51                                                                    |
| 1500 m                          | Renata Hoppová 4:20.43                                                            | Lenka Švaňhalová 4:20.82                                                               | Michaela Mannová 4:23.98                                                                 |
| 5000 m                          | Petra Kamínková 16:20.14                                                          | Lucie Müllerová 17:13.18                                                               | Eva Burdychová 17:31.34                                                                  |
| 10 000 m                        | Petra Kamínková 33:59.58                                                          | Hana Haroková 36:04.91                                                                 | Eva Burdychová 36:08.09                                                                  |
| 100 m př.                       | Michaela Hejnová 13.42                                                            | Lucie Martincová 13.60                                                                 | Eva Šafaříková 14.09                                                                     |
| 400 m př.                       | Alena Rücklová 57.70                                                              | Lucie Sichertová 58.80                                                                 | Ivana Sekyrová 1:01.17                                                                   |
| 3000 m př.                      | Jana Biolková 9:58.86                                                             | Michaela Mannová 10:01.50                                                              | Zuzana Rücklová 10:59.84                                                                 |
| 4 × 100 m                       | Lucie Komrsková Štěpánka Klapáčová Hana Benešová Tereza Košková USK Praha 45.62   | Michaela Hejnová Klára Dubská Eva Šafaříková Kristýna Šubrtová Olymp Praha 46.88       | Tereza Štvánová Věra Gažáková Radka Jelínková Lucie Fraňková Sokol SG Plzeň-Petřín 48.75 |
| 4 × 400 m                       | Klára Dubská Helena Fuchsová Michaela Hejnová Tereza Žížalová Olymp Praha 3:41.12 | Michaela Šimková Kamila Dušková Drahomíra Eidrnová Ludmila Formanová AC Čáslav 3:47.57 | Marie Burešová Jana Klečková Ivana Sekyrová Pavlína Dlouhá Sparta Praha 3:48.41          |
| Skok do výšky                   | Zuzana Hlavoňová 188                                                              | Barbora Laláková 184                                                                   | Iva Straková 184                                                                         |
| Skok o tyči                     | Šárka Mládková 400                                                                | Kateřina Baďurová a Michaela Boulová 400                                               | xxx                                                                                      |
| Skok daleký                     | Lucie Komrsková 629                                                               | Martina Darmovzalová 618                                                               | Veronika Navrátíková 590                                                                 |
| Trojskok                        | Martina Darmovzalová 13.98                                                        | Veronika Navrátíková 13.00                                                             | Petra Daňková 12.86                                                                      |
| Vrh koulí                       | Věra Pospíšilová 16.42                                                            | Lucie Vrbenská 15.09                                                                   | Jana Kárníková 14.88                                                                     |
| Hod diskem                      | Vladimíra Racková 62.32                                                           | Věra Pospíšilová 60.76                                                                 | Jana Kárníková 44.99                                                                     |
| Hod kladivem                    | Lucie Vrbenská 61.30                                                              | Klára Chytrá 55.88                                                                     | Jana Hyjánková 52.06                                                                     |
| Hod oštěpem                     | Nikola Tomečková 58.41                                                            | Barbora Špotáková 56.76                                                                | Jitka Lázničková 49.44                                                                   |
| Sedmiboj                        | Šárka Beránková 5995 bodů                                                         | Jana Klečková 5562 bodů                                                                | Petra Borovičková 4875 bodů                                                              |
| 20 km chůze Poděbrady 25.5.2002 | Barbora Dibelková 1:44:06                                                         | Monika Choděrová 1:48:40                                                               | Lenka Židková 1:53:18                                                                    |